# Den Permanente Badeanstalt
Den Permanente Badeanstalt är ett havsbad med kallbadhus i Århus i Danmark. Kallbadhuset ritades av stadsarkitekt Frederik Draiby och invigdes år 1933.
Grenåbanen hade tidigare en järnvägsstation vid kallbadhuset som stängdes år 2005. Linjen trafikeras numera av Aarhus Letbane och lokala politiker har krävt att stationen skall öppnas igen.
Badhuset är öppet för allmänheten  från juni till augusti och för medlemmar av Vikingeklubben Jomsborg på vintern. Det finns badvakter på stranden på sommaren.

## Bildgalleri

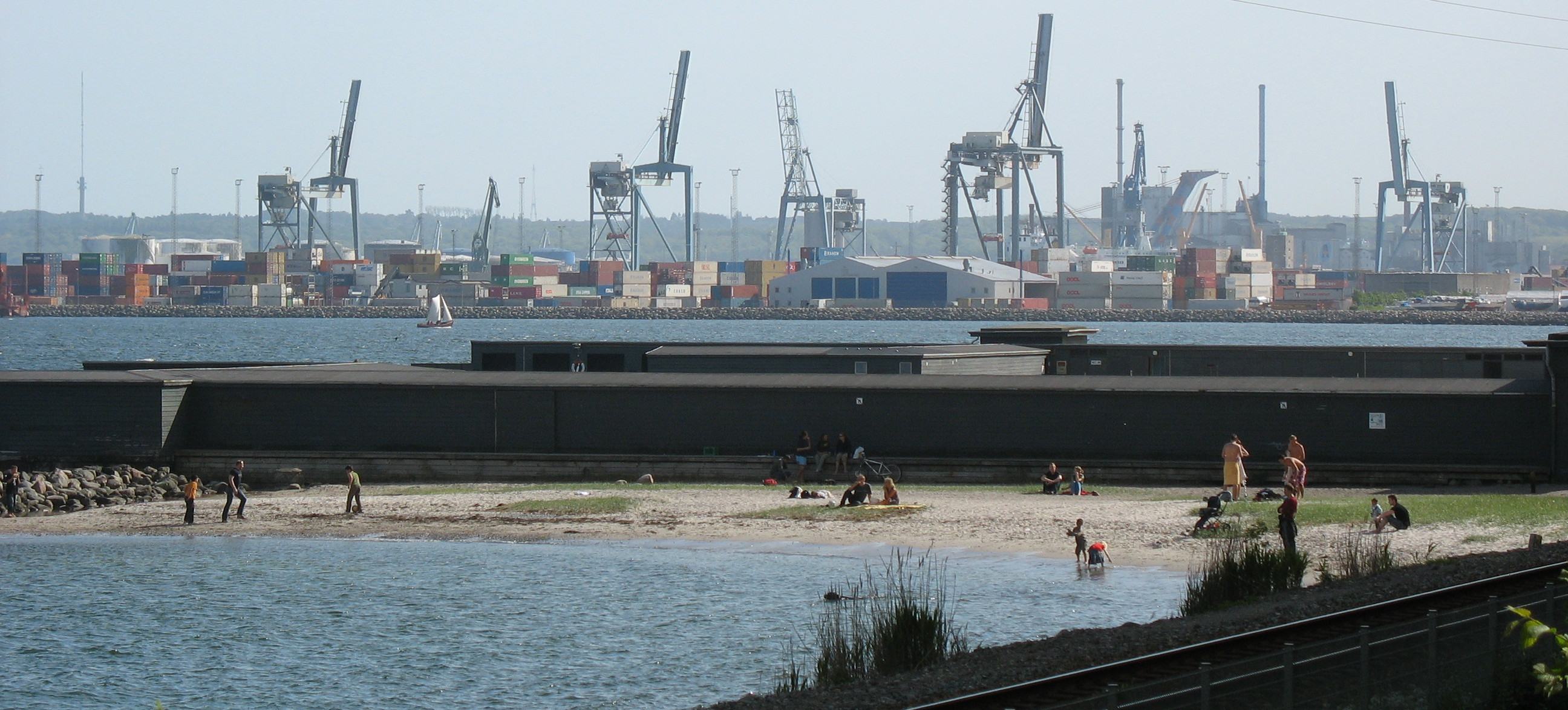
Kallbadhuset med Århus hamn i bakgrunden
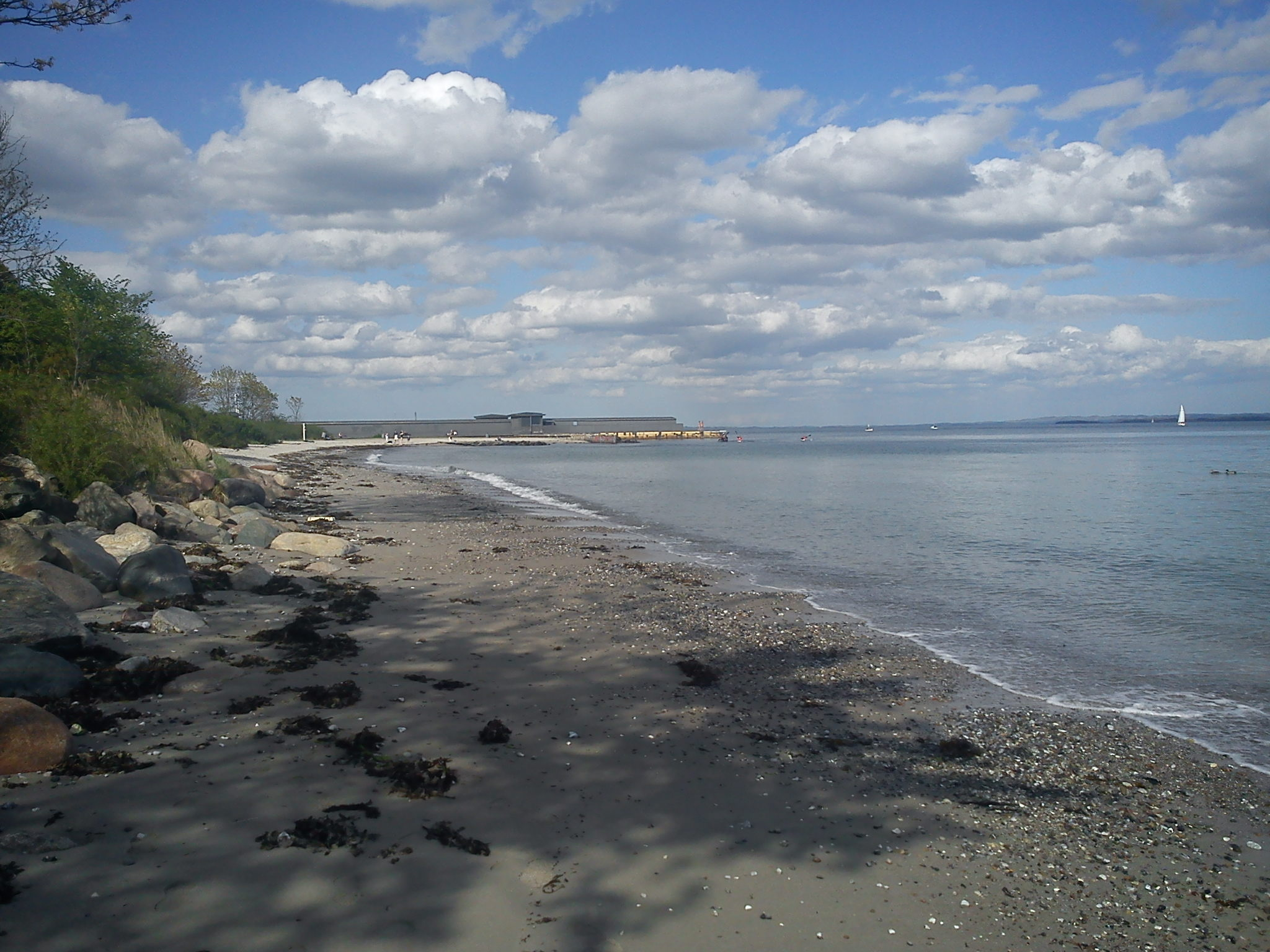
Utsikt från stranden mot kallbadhuset.
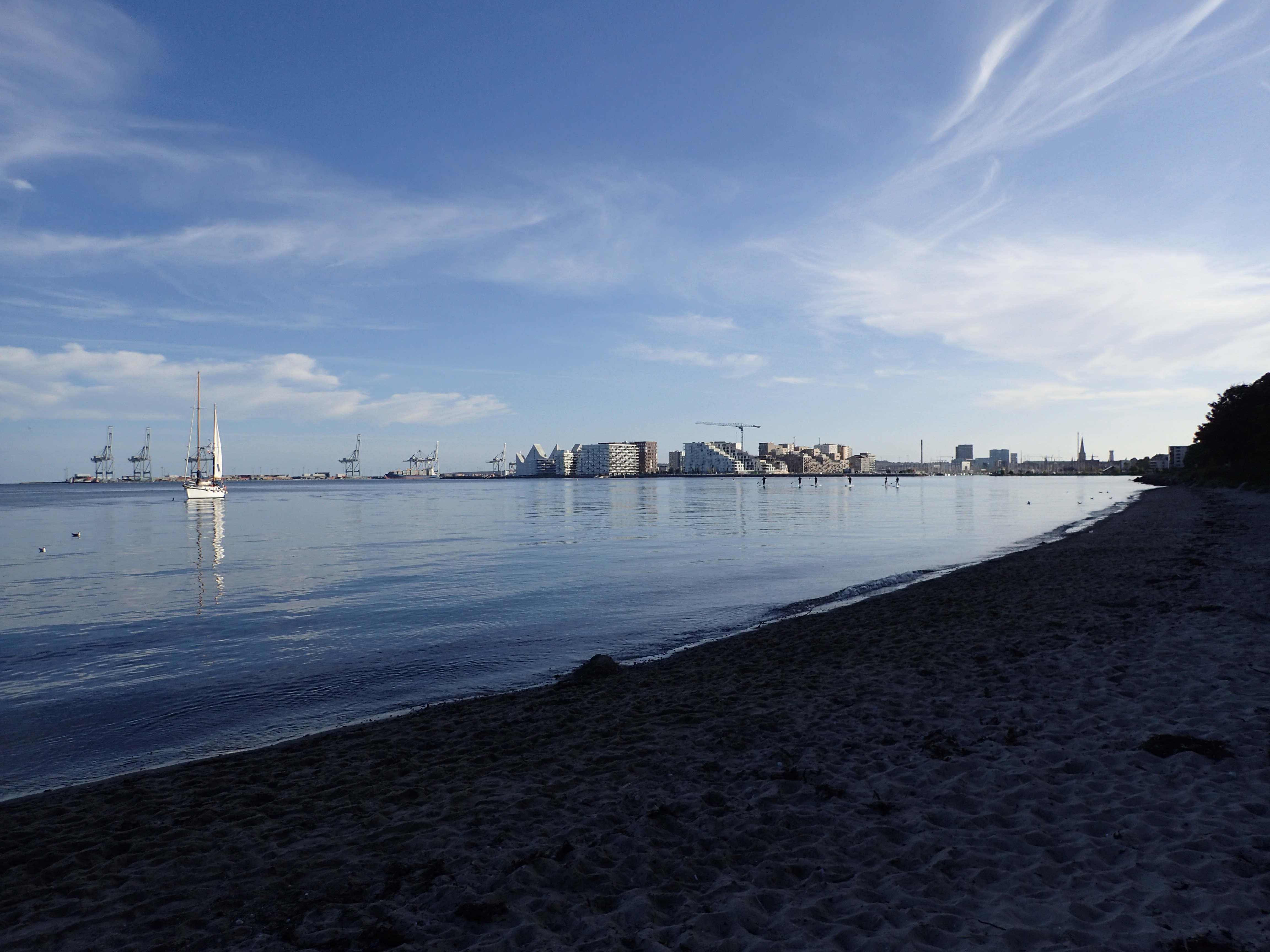
Utsikt från stranden söder om Den Permanente Badeanstalt mot Århus Ø.